# Malmbäcks församling
Malmbäcks församling är en församling i Södra Vätterbygdens kontrakt i Växjö stift,  Församlingen omfattar tätorten Malmbäck och omgivande glesbygd i Nässjö kommun. Församlingen ingår i Nässjö pastorat.
Församlingskyrka är Malmbäcks kyrka

## Administrativ historik
Församlingen har medeltida ursprung.
Församlingen har varit moderförsamling i ett pastorat med Almesåkra församling, som mellan 1525 och 1962 också omfattade Ödestugu församling. Från en tidpunkt efter 1998 men före 2003 till 2014 ingick församlingen i Norra Sandsjö pastorat. Från 2014 ingår församlingen i Nässjö pastorat.

## Klockare och organister
| Verksam   | Namn          | Levnadstid   | Övrigt                |
| --------- | ------------- | ------------ | --------------------- |
| 1735-1736 | Almqvist      |              | Klockare              |
| 1740-1755 | Carl Litén    | 1717-        | Organist och klockare |
| 1755-1758 | Jonas Åström  |              | Organist och klockare |
| 1760-1793 | Magnus Åhman  | 1726-ca 1800 | Organist och klockare |
| 1793-     | Olof Ahlander | 1763-        | Organist och klockare |